# Rejonowy Zarząd Infrastruktury w Szczecinie

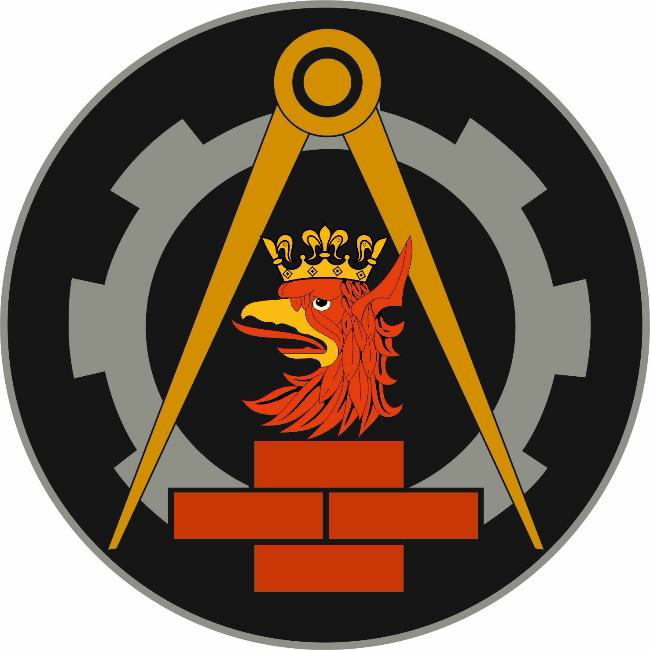
Oznaka rozpoznawcza RZI Szczecin na mundur wyjściowy.

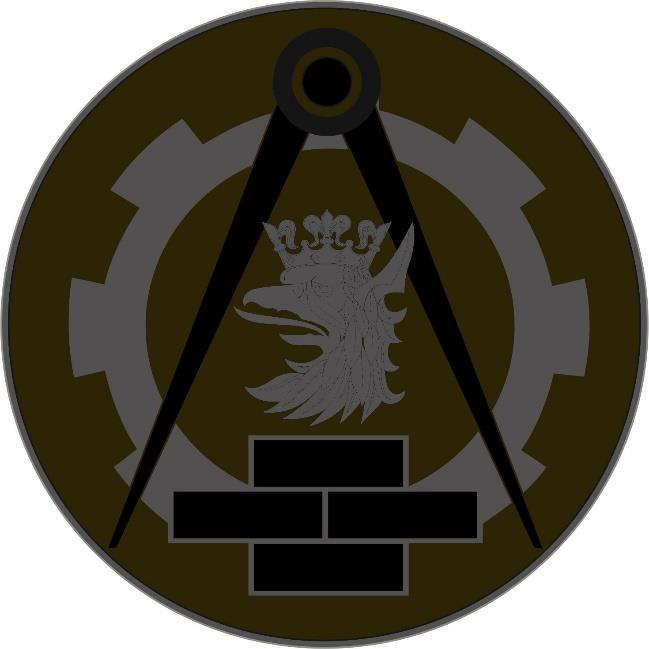
Oznaka rozpoznawcza RZI Szczecin na mundur polowy.

Rejonowy Zarząd Infrastruktury w Szczecinie (RZI Szczecin) – jednostka organizacyjna bezpośrednio podporządkowana pod Inspektorat Wsparcia Sił Zbrojnych. Jest jednostką wykonawczą szefa Inspektoratu Wsparcia Sił Zbrojnych powołaną do zarządzania nieruchomościami Skarbu Państwa będącymi w trwałym zarządzie lub znajdującymi się we władaniu MON, na podstawie innych tytułów prawnych oraz do prowadzenia inwestycji, remontów i wyposażania nieruchomości w mienie infrastruktury, a także do prowadzenia nadzoru nad prawidłowym ich administrowaniem i użytkowaniem, z zachowaniem zasad bezpiecznego użytkowania i ochrony środowiska. Obejmuje swoim działaniem województwo zachodniopomorskie. RZI jest jednostką budżetową w rozumieniu ustawy o finansach publicznych (na podstawie Statutu oraz ustanowienia dysponenta III stopnia przez Ministra Obrony Narodowej).

## Historia
W marcu 1952 roku na mocy rozkazu organizacyjnego MON nr 014/Org. z dnia 9 lutego 1952 i na podstawie rozkazu dowódcy Okręgu Wojskowego Nr II został powołany Wojskowy Zarząd Kwaterunkowy w Szczecinie z siedzibą przy ulicy Piotra Skargi 34, pod który został podporządkowany rejon: Szczecin, Szczecin Podjuchy, Goleniów, Nowogard, Kamień Pomorski, Dziwnów, Międzyzdroje, Mrzeżyno, Miedwie (Bielkowo), Świnoujście. W 1956 roku służba rejonowa przeszła pierwszą reorganizację i zmieniła swoją nazwę na Wojskowy Rejonowy Zarząd Kwaterunkowy. Rejon działania zwiększył się o garnizony: Stargard Szczeciński, Choszczno, Dębno Lubuskie. W 1958 roku w związku z nowymi zadaniami dotyczącymi budownictwa wojskowego odnośnie do rozbudowy jednostek wojskowych oraz budownictwa mieszkaniowego dla kadry zawodowej dokonano kolejnej zmiany nazwy na Wojskowy Rejonowy Zarząd Kwaterunkowo-Budowlany. Rejon działania WRZKB w Szczecinie zwiększył swój zakres odpowiedzialności o garnizony: Gryfice, Trzebiatów, Warcisław, Rogowo, Świdwin, Mirosławiec, Czarne, Szczecinek, Drawsko Pomorskie, Cybowo, Drawno, Wałcz. 1 lipca 1998 roku w wyniku kolejnej restrukturyzacji związanej z reorganizacją służby zakwaterowania i budownictwa WRZKB w Szczecinie został podporządkowany bezpośrednio dyrektorowi Departamentu Infrastruktury Ministerstwa Obrony Narodowej i przemianowany na Rejonowy Zarząd Infrastruktury z siedzibą przy ul. Narutowicza 17 B oraz przy ul. Ostrawickiej 16 (baza magazynowo-warsztatowa). Rejon działania objął województwo zachodniopomorskie.

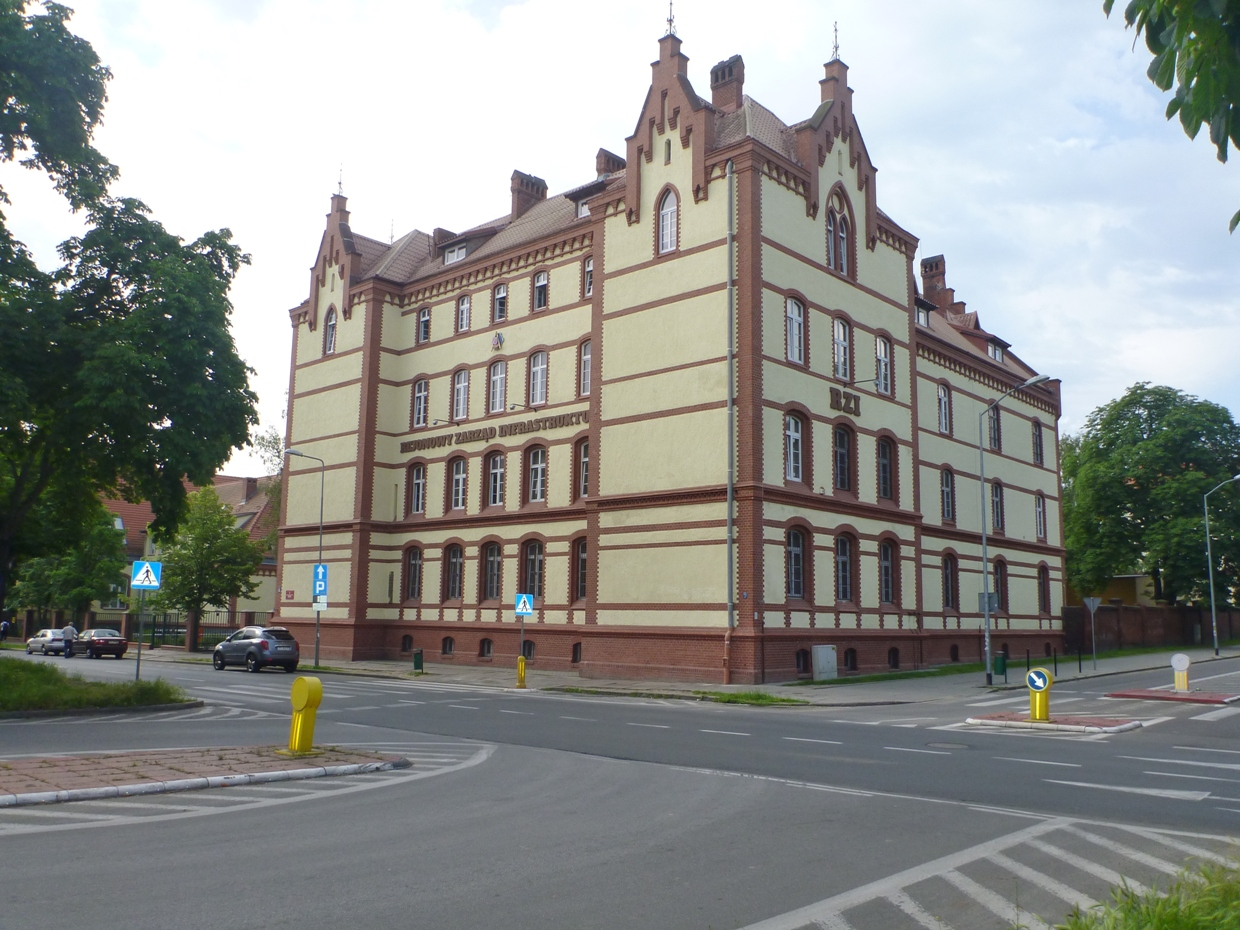
RZI Szczecin. Narutowicza 17 B

1 stycznia 2006 roku Rejonowemu Zarządowi Infrastruktury w Szczecinie zostały podporządkowane wojskowe administracje koszar (WAK). 1 stycznia 2008 roku nastąpiła zmiana podległości Rejonowego Zarządu Infrastruktury w Szczecinie, dotychczas podległy pod Departament Infrastruktury Ministerstwa Obrony Narodowej, został wraz z jednostkami podległymi podporządkowany szefowi Inspektoratu Wsparcia Sił Zbrojnych. W 2012 roku na mocy rozkazu szefa Sztabu Generalnego Wojska Polskiego i rozkazu szefa Inspektoratu Wsparcia Sił Zbrojnych z dnia 16 lutego 2012 roku w sprawie realizacji zmian organizacyjnych i etatowych w stacjonarnym systemie zabezpieczenia logistycznego Sił Zbrojnych RP nastąpiło przekazanie dla 15 Wojskowego Oddziału Gospodarczego w Szczecinie Wojskowych Administracji Koszar (stany osobowe, mienie, infrastruktura) podległych od 2006 roku Rejonowemu Zarządowi Infrastruktury w Szczecinie i w takiej strukturze Rejonowy Zarząd Infrastruktury w Szczecinie funkcjonuje obecnie. 10 kwietnia 2017 r. odbyło się przekazanie obowiązków szefa RZI w Szczecinie, które od płk Piotra Czorny przyjął płk Roman Gadomski. Uroczystość odbyła się w obecności przedstawiciela Inspektoratu Wsparcia Sił Zbrojnych płk Sławomira Łacha i pracowników wojska RZI Szczecin.

## Struktura organizacyjna

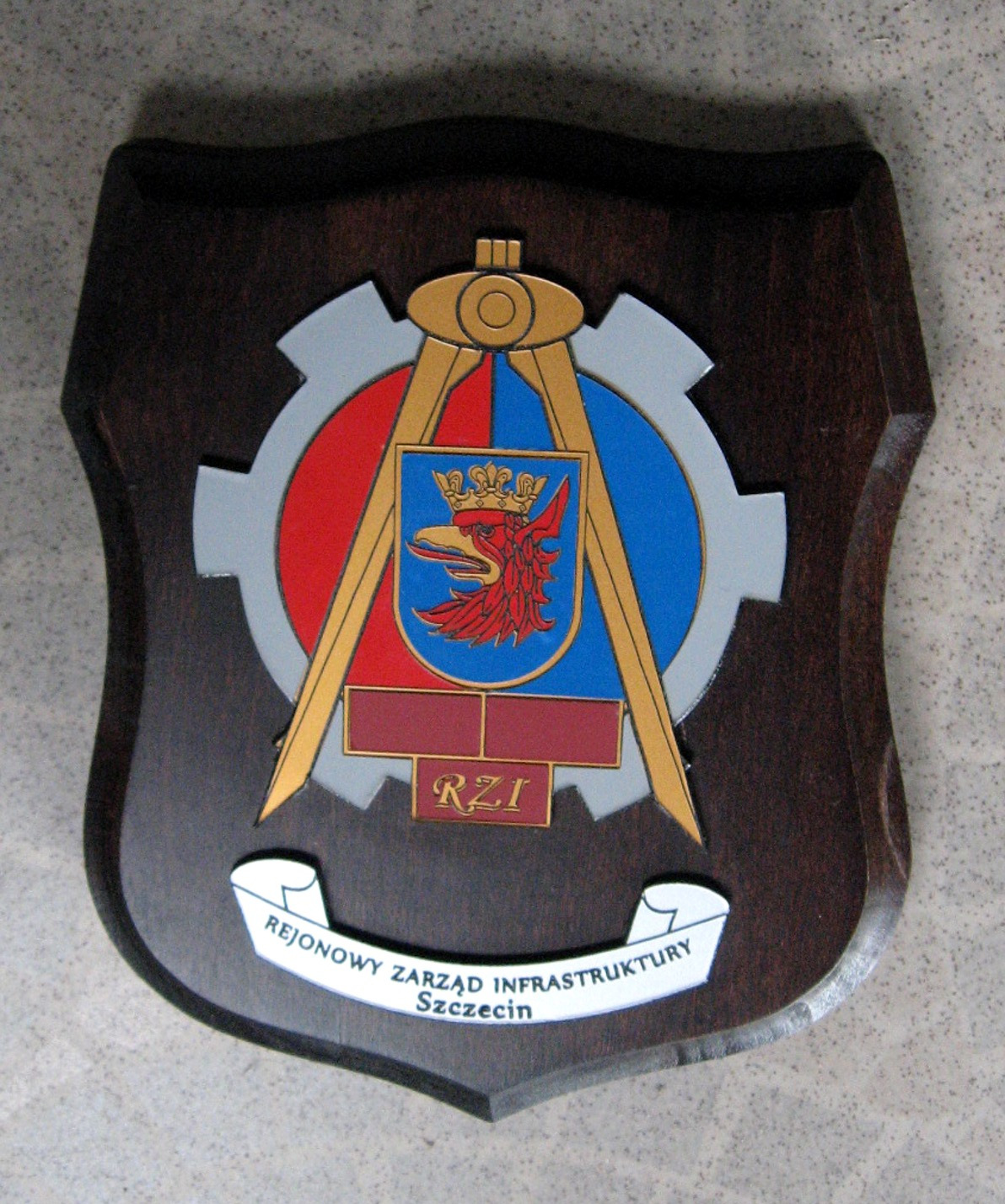
Ryngraf RZI Szczecin

RZI w Szczecinie ma następującą strukturę organizacyjną:
- szef zarządu
- zastępca szefa zarządu
- wydział organizacyjny
- wydział budownictwa
- wydział eksploatacji nieruchomości
- wydział nieruchomości i zakwaterowania wojsk
- wydział gospodarki sprzętem infrastruktury
- pion ochrony informacji niejawnych
- pion głównego księgowego
- wydział infrastruktury
- sekcja zamówień publicznych
- sekcja ochrony środowiska
- sekcja kontroli
- audytor wewnętrzny
- inspektor bezpieczeństwa i higieny pracy

## Zadania
Rejonowy zarząd infrastruktury realizuje zadania w zakresie infrastruktury ogólnowojskowej, szkoleniowej i specjalnej w obrębie:
- działalności inwestorskiej
- gospodarowania nieruchomościami będącymi w trwałym zarządzie Ministra Obrony Narodowej oraz wykorzystywanymi na innych podstawach prawnych
- utrzymania i eksploatacji nieruchomości
- gospodarki sprzętem technicznym, kwaterunkowym, pożarniczym i środkami gaśniczymi
- działalności warsztatowo-usługowej.

Do zakresu działań RZI należy m.in.:
- sprawowanie specjalistycznego nadzoru nad terenowymi organami infrastruktury
- przygotowanie dokumentacyjne dla zadań remontowo-inwestycyjnych z zachowaniem procedur stosowanych w resorcie obrony narodowej i procedur przetargowych
- przygotowywanie, organizowanie i nadzór procesu inwestycyjnego przy budowie, modernizacji i remoncie obiektów przeznaczonych dla wojska.

## Szefowie[4]
- por. Stefan Garwoliński – (1952-1953)
- mjr/płk Juliusz Drotlew – (1953-1978)
- ppłk/płk Zdzisław Pieczewski – (1978-1984)
- płk Władysław Zgódka – (1984-1991)
- ppłk/płk Jerzy Sidorczuk – (1991-1995)
- płk Andrzej Chojnacki – (1995-2002)
- płk Jerzy Ryżyński – (2002-2007)
- kmdr Andrzej Golec – (2007-2009)
- ppłk Piotr Czorna – cz.p.o. (2009-2010)
- ppłk Kazimierz Hen – p.o. (2010-2011)
- ppłk Jarosław Raca – p.o. (2011-2011)
- płk Piotr Czorna – (2011-2017)
- płk Roman Gadomski – (2017-2017)
- płk Ryszard Owsianny – (2018-2019)
- płk Jarosław Raca – (2019-2023)
- płk Piotr Urbaniec – (2023-obecnie)

## Odznaka pamiątkowa

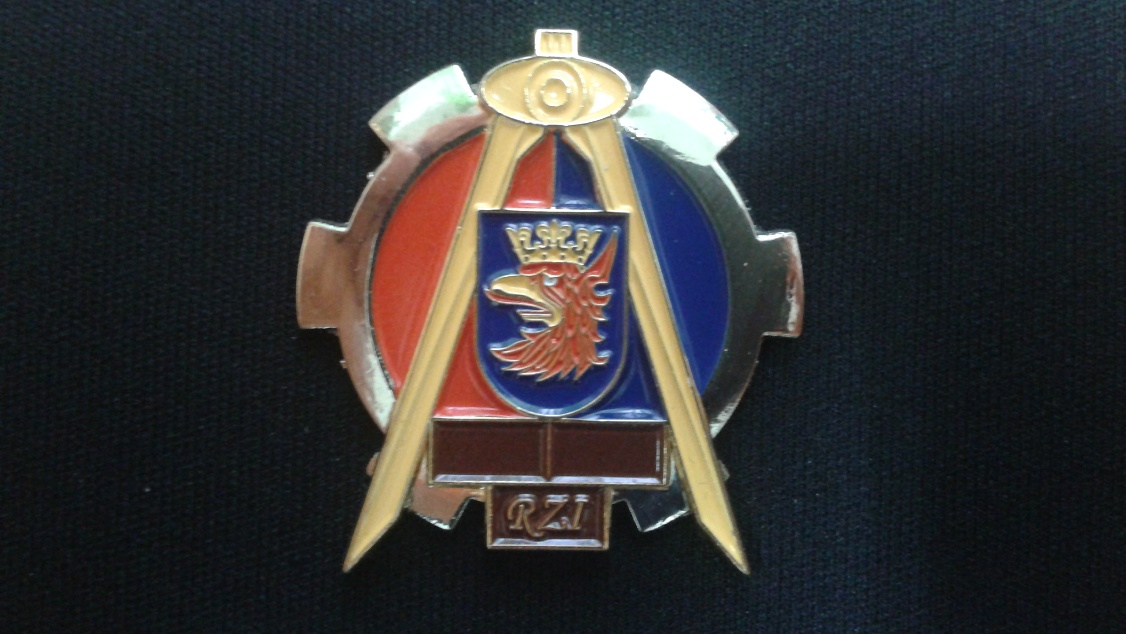
Odznaka pamiątkowa RZI Szczecin

W 2013 roku szef RZI wystąpił z wnioskiem do Ministra Obrony Narodowej o nadanie odznaki pamiątkowej. Odznaka została wprowadzona Decyzją Nr 34/MON Ministra Obrony Narodowej z dnia 12 lutego 2013 r. w sprawie wprowadzenia odznaki pamiątkowej Wojskowego Zarządu Infrastruktury w Szczecinie. Decyzja opublikowana została w Dzienniku Urzędowym Ministra Obrony Narodowej nr 15 z dnia 14 lutego 2013 poz. 41.
Odznaka pamiątkowa RZI składa się z trzech zasadniczych elementów: koła zębatego barwy srebrzystej, na które nałożony jest cyrkiel barwy złocistej oraz trzy cegły. Na jednej z nich umieszczone są złociste litery RZI. W centralnym miejscu odznaki, na tle koła zębatego wypełnionego czerwono-niebieską emalią, znajduje się herb miasta Szczecina.

## Adres
Rejonowy Zarząd Infrastruktury w Szczecinie
ul. Narutowicza 17 B
70-240 Szczecin